# 蛇鮈
蛇鮈（学名：Saurogobio dabryi）为輻鰭魚綱鯉形目鲤科蛇鮈属的鱼类，俗名船钉、钉钩鱼、沙锥、白扬鱼。分布于俄羅斯聯邦、蒙古、朝鮮半島、中國南盘江、金沙江和程海等流域，属于底栖鱼类。该物种的模式产地在长江。本魚體狹長，深灰色背面，身體的上半部灰色，銀白色腹部，背鰭硬棘3枚；背鰭軟條7枚；臀鰭硬棘3枚；臀鰭軟條25至26枚，體長可達24.3公分，可作為食用魚。